# James Forbes (Politiker)
James Forbes (* 1731 im Charles County, Province of Maryland; † 25. März 1780 in Philadelphia, Pennsylvania) war ein US-amerikanischer Politiker. Zwischen 1778 und 1780 war er Delegierter für Maryland im Kontinentalkongress.
Über die Jugend und Schulausbildung von James Forbes ist nichts überliefert. Möglicherweise hat er Jura studiert, denn er war im Jahr 1770, also noch zur Kolonialzeit, als Richter tätig. Auch über seinen Werdegang jenseits der Politik gibt es in den Quellen keine Angaben. Im Jahr 1777 leitete er die Steuerbehörde im Charles County (Tax Commissioner). Gleichzeitig gehörte er dem Abgeordnetenhaus von Maryland an. Zwischen 1778 und 1780 vertrat er Maryland im Kontinentalkongress, der damals in Philadelphia tagte. Er starb am 25. März 1780 während einer Sitzung dieses Gremiums.